# Lo strano caso del dottor Ratkyll e di mister Hyde
Lo strano caso del dottor Ratkyll e di mister Hyde è una storia Disney a fumetti sceneggiata da Bruno Enna e disegnata da Fabio Celoni, colori di Mirka Andolfo e Fabio Celoni. Si tratta di una parodia del romanzo Lo strano caso del dottor Jekyll e del signor Hyde, scritto dall'autore scozzese Robert Louis Stevenson nel 1886, e in particolare di uno dei suoi film derivati, Il dottor Jekyll e Mr. Hyde del 1941. È stata pubblicata sul settimanale Topolino in due parti: la prima su Topolino numero 3070, del 24 settembre 2014; la seconda su Topolino numero 3071, del 30 settembre 2014. In seguito è stata ripubblicata in un albo unico, il primo numero del Topolino Limited De Luxe Edition, nel novembre 2014.
La storia è stata pubblicata in occasione del 120º anniversario della morte dell'autore del romanzo originale, Robert Louis Stevenson, deceduto il 3 dicembre del 1894. È una delle poche storie in cui compaiono insieme tra i topi e i paperi.

## Trama

### Primo capitolo
A Londra, verso la fine dell'anno 1800, l'avvocato Gabriel John Pipperson (Pippo) passeggia in un vicolo insieme al suo fidato segretario Richard Duckfield (Paperoga), e quest'ultimo gli parla di un misterioso individuo, Donald Hyde (Paperino), che aggredì tre paperotti (Qui, Quo e Qua) mercanti di spezie. Grazie all'aiuto di un poliziotto e di alcuni passanti, il losco individuo fu costretto a risarcire i tre paperotti. Essendo al verde, Mr. Hyde entrò in una casa e poi ne uscì con un assegno firmato dallo studioso e stimato dottor Henry Ratkyll (Topolino). Pipperson ricorda che Donald Hyde è il nuovo erede di Ratkyll, ed è presente nella nuova versione del testamento di quest'ultimo. Senza ascoltare i preziosi consigli del suo amico Archie Medyon (Archimede Pitagorico), ingegnere, professore e medico legale, Gabriel va a controllare la porta ogni giorno, di mattina e di sera. Finché, un giorno, vede arrivare Mr. Hyde. Quest'ultimo afferma che probabilmente l'avvocato Pipperson non lo conosceva perché il papero era diventato da poco collega segreto del laboratorio di Ratkyll. Pipperson riconosce in lui comunque qualcuno... per avere migliori informazioni, chiede al maggiordomo Basetpoole (Basettoni). Pipperson, durante una conferenza in casa di Ratkyll fra quest'ultimo e Medyon, mette il muso a Henry, affermando che non gli pare giusta la decisione dell'eredità a Mr. Hyde. Dopo una lunga conferenza con Archie (nel quale Ratkyll bisbiglia a Medyon una teoria, non compresa dagli studiosi), Ratkyll rassicura Gabriel John dicendo che può liberarsi di Mr. Hyde quando vuole. Circa un anno dopo, l'avido e arrogante affarista Sir Paperon de' Paperonew (Paperon de' Paperoni) viene aggredito dal malefico Mr. Hyde, facendogli cadere una moneta in un tombino. La moneta in questione sarebbe la famosa Numero Uno, ed essendo Sir Paperonew un intimo amico della regina, perlopiù quella moneta ha costruito la sua fortuna, chiama i poliziotti, e descrive così all'ispettore Newmanett (Manetta) l'accaduto. Dalla tasca di Mr. Hyde era caduto un biglietto, appartenente a Pipperson. Infatti quest'ultimo rammenta lo scambio di biglietti di visita avvenuto circa un anno prima. Durante un'ispezione della casa di Mr. Hyde, Pipperson viene chiamato da Basetpoole per vedere Ratkyll. Henry conferma che Mr. Hyde non tornerà più per non essere trovato dalla polizia. Ma, quando Pipperson mostra a Duckfield la lettera della scomparsa di Mr. Hyde, Richard trasalisce alla calligrafia, affermando che l'ha scritta Ratkyll. Pipperson così pensa che il segretario aveva ragione: certamente Hyde ha ricattato Ratkyll. Ma come si spiegherebbe la collaborazione fra i due? Ma, come si spiegherebbe il fatto che Ratkyll aiutò Hyde a fuggire dalla polizia, ma allo stesso tempo lo volle cacciare perché aveva fatto una cosa illegale?

### Secondo capitolo
Il dottor Medyon riceve la visita di Mr. Hyde. Poco dopo, Pipperson va a visitare il suo amico Archie, che trova spaventatissimo, e quest'ultimo parte per la Bolivia insieme ad Edison (Edi). Qualche settimana dopo, una domenica mattina, Pipperson e Duckfield incontrano Ratkyll, appoggiato alla finestra di casa, che incomincia a dare segni di papero. Pipperson scopre così da Basetpoole che Ratkyll ha chiesto un tipo di sale, ma quando ritornò la servitù senza la spezia, sentirono rispondere Mr. Hyde. Pipperson scopre così che mentre Basetpoole cercava il sale, arrivò un postino con quel sale, spedito dalla Bolivia da Archie Medyon. Pipperson forza la porta, e vede il pacchetto del postino svuotato. Con il sale, Donald Hyde lo ha reso in un veleno, che ingurgita, e così Mr. Hyde diventa Henry Ratkyll. Pipperson trova una lettera, che ricorda datagli da Medyon prima della partenza della Bolivia, che racconta la vicenda di Mr. Hyde: Henry Ratkyll era convinto che bene e male vivono in uno stesso individuo. Poi decifrò l'ipotesi che paperi e topi vivono nello stesso individuo. I pochi che cercarono di provare quell'ipotesi vennero presi per pazzi, fra cui Ratkyll appunto. Henry fece così una pozione, composta anche da del sale, che aveva trovato appunto da tre paperotti: Qui, Quo, Qua. Ratkyll diventò così Hyde, pigro e irascibile. Tutto andava per il bene, fino a quando la pozione non cominciò a manifestarsi da sola. Per non rischiare trasformazioni durante conferenze scientifiche, Ratkyll era costretto a bere il doppio del normale della pozione (cioè quattro volte) ma gli serviva più sale. Andò così a chiederlo (sotto forma di Hyde), ma appena seppe che era finito, Donald diede sfogo alla sua irascibilità. Ratkyll sapeva che se il proprio Ratkyll fosse morto (per la pozione che si è rivelata mortale), l'Hyde sarebbe sopravvissuto -sdoppiamento di personalità-, per questo fece quel testamento. Quando incontrò poi Sir Paperonew, non poté che trasmettere l'idea errata che la gente si era fatta su di lui. Infine, ricercato e senza più soldi, Hyde doveva trasformarsi in Ratkyll proprio davanti agli occhi di Medyon, chiedendogli informazioni su quel sale, originario della Bolivia. Medyon partì così per la Bolivia alla ricerca del sale, che a quanto pare spedì, anche se al postino con un conto in sospeso con Hyde... I tre paperotti hanno ritrovato la moneta di Sir Paperonew, e la regina deve quindi dare i soldi ai tre ragazzi, nonostante l'avidità di sir Paperonew. Ratkyll è comunque guarito, anche se un segno delle trasformazioni è rimasto: la coda da papero.

## Personaggi
- Henry Ratkyll (Topolino): parodia del dottor Henry Jekyll. Henry Ratkyll è rappresentato come un topo antropomorfo e viene interpretato in questa storia da Topolino; è uno scienziato che veste sempre in modo molto elegante, un tipo ben voluto da tutti e ama molto intrattenere i suoi amici col suo Ukulele. Sempre attivo, disinteressato e razionale vuole dimostrare che esiste un legame tra paperi e topi.
- Donald Hyde (Paperino): parodia del signor Edward Hyde. Donald Hyde è rappresentato come un papero antropomorfo e viene interpretato in questa storia da Paperino; è un tipo molto misterioso di cui non si vede mai il volto, che cammina molto ricurvo e si aggira con fare sospetto appoggiandosi sempre al suo bastone a forma di picozza. Si può considerare molto pigro, vanitoso e irascibile, un carattere che spesso lo porta a compiere brutte azioni, ma rappresenta anche il lato sincero, spontaneo e imprevedibile di Henry Ratkyll.
- Gabriel John Pipperson (Pippo): parodia dell'avvocato Gabriel John Utterson.
- Basetpoole (Adamo Basettoni): parodia del maggiordomo Poole.
- Richard Duckfield (Paperoga): parodia del segretario Richard Enfield.
- Archie Medyon (Archimede Pitagorico): parodia del dottor Astie Lanyon.
- Sir Paperon de' Paperonew (Paperon de' Paperoni): parodia del ricco politico e arrogante Sir Beawnes Carew.
- Newmanett (Manetta): parodia dell'ispettore Newcomen.
- I tre paperotti (Qui, Quo e Qua): ricoprono il ruolo della bimba calpestata dal signor Hyde all'inizio del romanzo. Sono dei bravi ragazzi di strada.
- Gancio: strillone del quotidiano The Times.